# Бренда Лий
Бренда Лий (също Бренда Ли, на английски: Brenda Lee), псевдоним на Бренда Мей Тарпли (на английски: Brenda Mae Tarpley), е американска певица, една от водещите поп изпълнителки през 1950—1960-те години.

## Биография
Родена е в Атланта, Джорджия на 11 декември 1944 г.
Започва музикалната си кариера от детска възраст и достига най-голяма популярност през 1960-те години. През онзи период тя има 37 хита в американските класации – постижение, надминато само от Елвис Пресли, „Бийтълс“, Рей Чарлс и Кони Френсис.
Световна известност Бренда Ли носят хитовете „Rockin' Around the Christmas Tree“ (#14 Billboard Hot 100, 1960; #6 UK Singles Chart, 1962) и „I'm Sorry“ (#1 US, #12 UK, 1960); първият от тях в течение на половин век остава една от най-популярните коледни песни.
В края на 1960-те години нейната популярност намалява, но тя продължава да издава успешни записи, насочвайки се към кънтри музиката.
Въпреки че в песните на Ли често става дума за загубена или несподелена любов, бракът ѝ с Рони Шаклет (Shacklett) от 1963 г. продължава и до днес. Имат две дъщери, Джоли и Джули (които са кръстени на дъщерята на Патси Клайн), и трима внуци, Тейлър, Джордан и Чарли.